# イリューム
イリューム（ILLUME）は、インセントグループのモデルエージェンシーとして2007年2月に設立された芸能事務所。『Ray』『CanCam』『JJ』など主に赤文字雑誌をターゲットにした若手モデルを所属させている。

## 所属モデル
- 葛岡碧
- 鈴木サチ
- 亜弥
- 三浦麻穂
- 尾形沙耶香
- 紺野ゆり
- 久松郁実
- 南鈴
- 松元絵里花
- 安座間美優

### 過去の所属者
- 手塚裕紀
- 小泉梓
- 梅田えりか
- 青山レイラ
- 久住小春
- 久慈暁子
- 藤本奈月
- 徳澤直子

## グループ会社
- インセント
- イデア
- エムシーエム